# سوسانا طومسون
سوسانا طومسون (بالإنجليزية: Susanna Thompson)‏ هي ممثلة أمريكية، ولدت في 27 يناير 1958 بسان دييغو في الولايات المتحدة. بدأت مشوارها المهني سنة 1991.

## أعمال

### أفلام
- (1999) قلوب عشوائية[5]

### مسلسلات
- السهم
- الملفات الغامضة
- كولد كيس
- نظرية الانفجار العظيم

## وصلات خارجية
- سوسانا طومسون على موقع IMDb (الإنجليزية)
- سوسانا طومسون على موقع ألو سيني (الفرنسية)
- سوسانا طومسون على موقع ميوزك برينز (الإنجليزية)
- سوسانا طومسون على موقع أول موفي (الإنجليزية)
- سوسانا طومسون على موقع قاعدة بيانات الأفلام السويدية (السويدية)
- سوسانا طومسون على موقع إن إن دي بي (الإنجليزية)
- سوسانا طومسون على موقع قاعدة بيانات الفيلم (الإنجليزية)
- سوسانا طومسون على موقع كينوبويسك (الروسية)